# Kazimierz Łukaszewicz (malarz)
Kazimierz Łukaszewicz (zm. po 1794 r.) – polski malarz.
Urodził się we Włocławku jako syn mieszczanina Macieja i Honoraty z d. Sikorskiej. Od 1768 r. był uczniem malarza cechowego Jana Jerzego Petriego w Toruniu, z którym kontrakt podpisany został 16 stycznia 1769 r., lecz nauki nie ukończył, być może z powodu śmierci mistrza. W 1788 r. namalował obraz bł. Pacyfika w kościele reformatów w Pułtusku. W latach około 1788-1791 malował w klasztorze reformatów w Podgórzu (obecnie dzielnica Torunia) stacje Drogi Krzyżowej i inne obrazy, w tym ołtarzowe Niepokalane Poczęcie według Carlo Maratty, zaś dalsze restaurował. W 1791 r. malował we Włocławku wizerunek młodego mężczyzny z rodu Wodzickich w stroju pazia (zaginiony), a w 1794 r. w Podgórzu obraz Madonny z Dzieciątkiem (przed 1939 r. w zbiorach prywatnych w Poznaniu). Późniejsze koleje życia nie są znane. Był przedstawicielem późnego rokoka, w swojej pracy wykorzystywał wzory graficzne.